# Robert Loggia
Robert Loggia, all'anagrafe Salvatore Loggia (New York, 3 gennaio 1930 – Los Angeles, 4 dicembre 2015), è stato un attore statunitense di origini italiane.

## Biografia

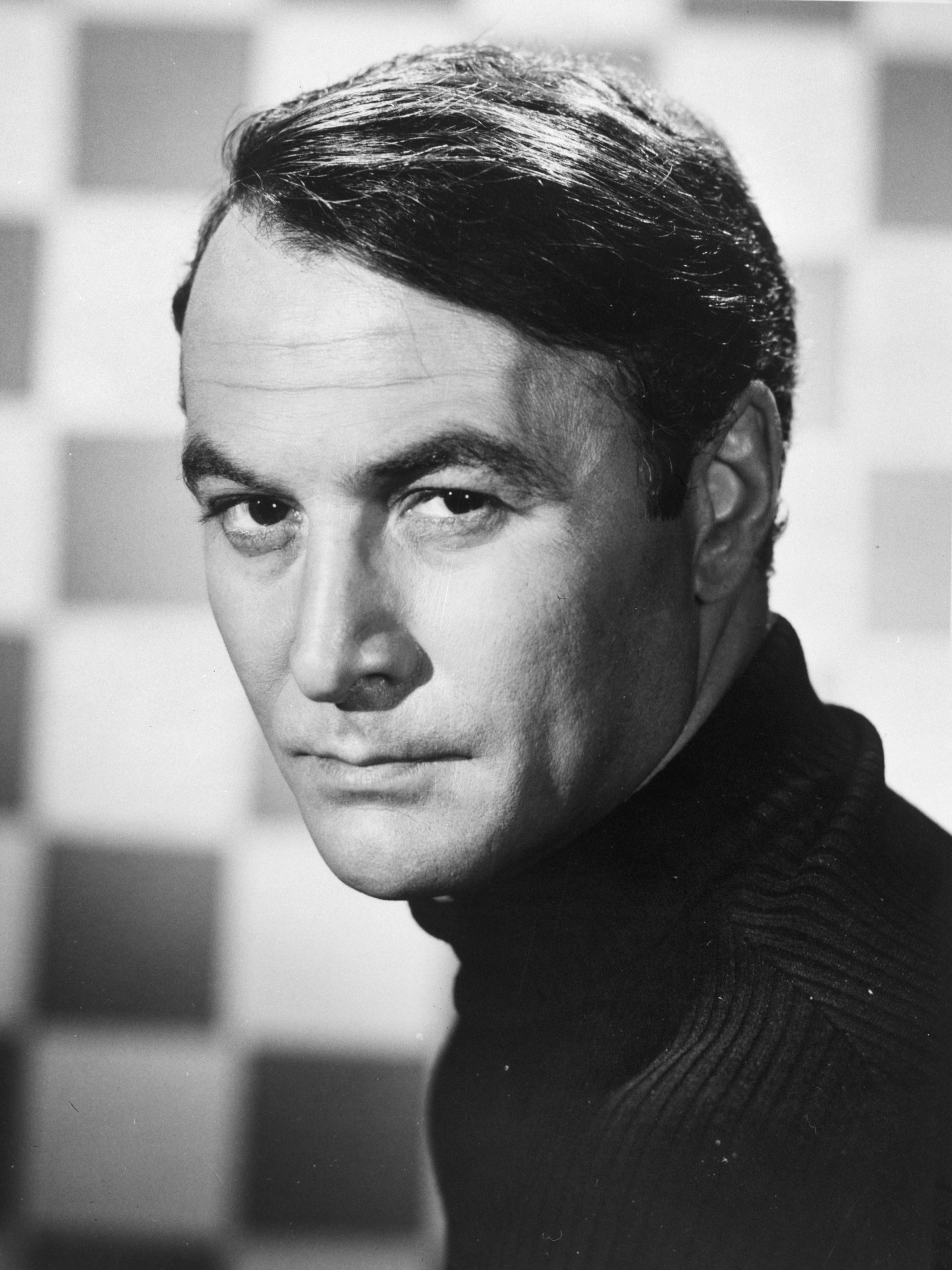
Robert Loggia in Il ladro (1966)

Nacque a Staten Island, borough di New York, il 3 gennaio 1930, figlio di modesti immigrati italiani, Biagio Loggia, un calzolaio originario di Palma di Montechiaro (in provincia di Agrigento), ed Elena Blandino, una casalinga originaria di Vittoria (in provincia di Ragusa). Si diplomò alla New Dorp High School prima di seguire i corsi al Wagner College. Dopo aver studiato giornalismo all'Università del Missouri nel 1951, prestò servizio militare nello United States Army durante la guerra di Corea. Nel 1954 iniziò a frequentare i corsi di recitazione presso l'Actors Studio, studiando con Stella Adler, e alla metà degli anni cinquanta intraprese una lunga carriera come attore televisivo e cinematografico. Recitò in numerose serie per il piccolo schermo, come Alfred Hitchcock Presenta, Colombo, Malcolm, Starsky & Hutch, Charlie's Angels, Magnum, P.I., I Soprano.
Candidato all'Oscar al miglior attore non protagonista nel 1985 per la sua interpretazione in Doppio taglio, apparve in altri film di successo come Porgi l'altra guancia (1974), Piedone d'Egitto (1980), Ufficiale e gentiluomo (1982), Scarface (1983), L'onore dei Prizzi (1985), Over the Top (1987) e Independence Day (1996), e nella miniserie televisiva La ciociara (1988). Prestò inoltre la voce per i personaggi di Sykes in Oliver & Company (1988) e di Ray Machowski del videogioco Grand Theft Auto III; fu inoltre la voce narrante nella versione americana del videogioco Scarface: The World Is Yours. 
Nel 2010 gli fu diagnosticata la malattia di Alzheimer. Morì il 4 dicembre 2015 per complicazioni dovute alla patologia neurologica, nella sua casa a Brentwood, quartiere di Los Angeles, all'età di 85 anni. I funerali si sono svolti in forma privata; riposa a Los Angeles, al Westwood Village Memorial Park Cemetery.

## Vita privata

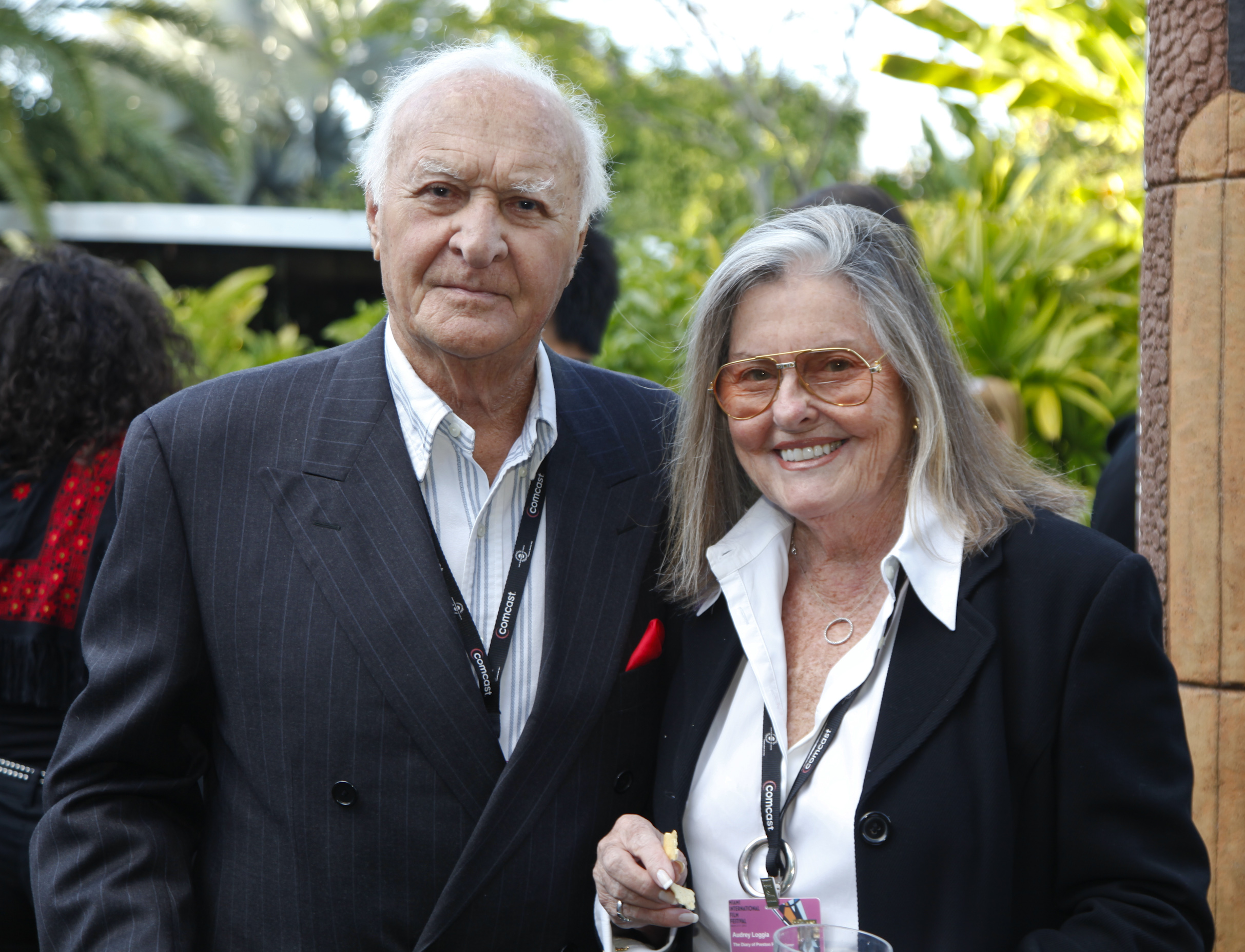
Robert Loggia con la seconda moglie Audrey al Miami International Film Festival 2012

Dal 1954 al 1981 fu sposato con Marjorie Sloan, dalla quale ebbe tre figli: Tracey (attrice), John (scenografo) e Kristina (attrice). La coppia divorziò nel 1981.
Nel 1982 sposò Audrey O'Brien, una dirigente d'azienda già madre di Cynthia Marlette. I due rimasero insieme fino alla morte di Loggia nel 2015.

## Filmografia parziale

### Attore

#### Cinema
- Lassù qualcuno mi ama (Somebody Up There Likes Me), regia di Robert Wise (1956)
- La giungla della settima strada (The Garment Jungle), regia di Vincent Sherman e Robert Aldrich (1957) – non accreditato
- L'assassino ha lasciato la firma (Cop Hater), regia di William Berke (1958)
- Salvate la Terra! (The Lost Missile), regia di Lester William Berke (1958)
- Il vendicatore del Texas (Cattle King), regia di Tay Garnett (1963)
- La più grande storia mai raccontata (The Greatest Story Ever Told), regia di George Stevens (1965)
- Che!, regia di Richard Fleischer (1969)
- Porgi l'altra guancia, regia di Franco Rossi (1974)
- La vendetta della Pantera Rosa (Revenge of the Pink Panther), regia di Blake Edwards (1978)
- La nona configurazione (The Ninth Configuration), regia di William Peter Blatty (1980)
- Piedone d'Egitto, regia di Steno (1980)
- S.O.B., regia di Blake Edwards (1981)
- Ufficiale e gentiluomo (An Officer and a Gentleman), regia di Taylor Hackford (1982)
- Sulle orme della Pantera Rosa (Trail of the Pink Panther), regia di Blake Edwards (1982)
- Psycho II, regia di Richard Franklin (1983)
- Pantera Rosa - Il mistero Clouseau (Curse of the Pink Panther), regia di Blake Edwards (1983)
- Scarface, regia di Brian De Palma (1983)
- L'onore dei Prizzi (Prizzi's Honor), regia di John Huston (1985)
- Doppio taglio (Jagged Edge), regia di Richard Marquand (1985)
- Pazzi da legare (Armed and Dangerous), regia di Mark L. Lester (1986)
- Così è la vita (That's Life!), regia di Blake Edwards (1986)
- Over the Top, regia di Menahem Golan (1987)
- The Believers - I credenti del male (The Believers), regia di John Schlesinger (1987)
- Gaby - Una storia vera (Gaby: A True Story), regia di Luis Mandoki (1987)
- Su e giù per i Caraibi (Hot Pursuit), regia di Steven Lisberger (1987)
- Big, regia di Penny Marshall (1988)
- Senza limiti (Relentless), regia di William Lustig (1989)
- Bella, bionda... e dice sempre sì (The Marrying Man), regia di Jerry Rees (1991)
- Campioni di guai (Necessary Roughness), regia di Stan Dragoti (1991)
- I gladiatori della strada (Gladiator), regia di Rowdy Herrington (1992)
- Amore all'ultimo morso (Innocent Blood), regia di John Landis (1992)
- Bad Girls, regia di Jonathan Kaplan (1994)
- Inviati molto speciali (I Love Trouble), regia di Charles Shyer (1994)
- Independence Day, regia di Roland Emmerich (1996)
- Strade perdute (Lost Highway), regia di David Lynch (1997)
- Il senso di Smilla per la neve (Smilla's Sense of Snow), regia di Bille August (1997)
- Ad occhi aperti (Wide Awake), regia di M. Night Shyamalan (1998)
- La proposta (The Proposition), regia di Lesli Linka Glatter (1998)
- Il genio (Holy Man), regia di Stephen Herek (1998)
- Return to Me, regia di Bonnie Hunt (2000)
- Il gioco del destino (All Over Again), regia di Cleve Nettles (2001)
- The Deal, regia di Harvey Kahn (2005)
- Funny Money, regia di Leslie Greif (2006)
- Rain, regia di Craig DiBona (2006)
- Forget About It, regia di BJ Davis (2006)
- Wild Seven, regia di James M. Hausler (2006)
- Her Morbid Desires, regia di Edward L. Plumb (2008)
- The Least of These, regia di Nathan Scoggins (2008)
- Shrink, regia di Jonas Pate (2009)
- L'apostolo Pietro e l'ultima cena (Apostle Peter and the Last Supper), regia di Gabriel Sabloff (2012)
- Sicilian Vampire, regia di Frank D'Angelo (2015)
- Independence Day - Rigenerazione, regia di Roland Emmerich (2016) – postumo

#### Televisione
- Westinghouse Desilu Playhouse – serie TV, episodio 2x05 (1959)
- Corruptors (Target: The Corruptors) – serie TV, episodio 1x05 (1961)
- Alfred Hitchcock presenta (Alfred Hitchcock Presents) – serie TV, episodio 7x16 (1962)
- The Dick Powell Show – serie TV, episodio 1x23 (1962)
- Gli uomini della prateria (Rawhide) – serie TV, episodio 5x23 (1963)
- Ben Casey – serie TV, 2 episodi (1963-1964)
- L'ora di Hitchcock (The Alfred Hitchcock Hour) – serie TV, episodi 2x04-3x25 (1963-1965)
- La parola alla difesa (The Defenders) – serie TV, 2 episodi (1964)
- The Nurses – serie TV, episodio 3x13 (1964)
- I giorni di Bryan (Run for Your Life) – serie TV, episodio 1x01 (1965)
- Selvaggio west (The Wild Wild West) – serie TV, episodi 1x04-3x03 (1965-1967)
- The Wackiest Ship in the Army – serie TV, episodio 1x17 (1966)
- A Man Called Shenandoah – serie TV, episodio 1x19 (1966)
- Tarzan – serie TV, episodio 2x17 (1968)
- Ai confini dell'Arizona (The High Chaparral) – serie TV, 2 episodi (1968-1970)
- Cannon – serie TV, 2 episodi (1974-1976)
- Ellery Queen – serie TV, episodio 1x07 (1975)
- Kojak – serie TV, episodio 2x23 (1975)
- I leoni della guerra (Raid on Entebbe), regia di Irvin Kershner – film TV (1976)
- Colombo (Columbo) – serie TV, episodio 5x05 (1976)
- Starsky & Hutch – serie TV, 2 episodi (1975-1978)
- Charlie's Angels – serie TV, episodi 1x06-4x24 (1976-1980)
- Magnum, P.I. – serie TV, 3 episodi (1980-1986)
- Una donna di nome Golda (A Woman Called Goldman), regia di Alan Gibson – film TV (1982)
- La casa nella prateria (Little House on the Prairie) – serie TV, episodio 9x04 (1982)
- Mork e Mindy (Mork & Mindy) – serie TV, 69 episodi (1978-1982)
- La signora in giallo (Murder, She Wrote) – serie TV, episodio 1x09 (1984)
- Alfred Hitchcock presenta (Alfred Hitchcock Presents) – serie TV, episodio 1x14 (1986)
- La ciociara, regia di Dino Risi – miniserie TV (1988)
- Favorite Son – serie TV, 1 episodio (1988)
- Mancuso, F.B.I. – serie TV, 20 episodi (1989-1990)
- Afterburn, regia di Robert Markovitz – film TV (1992)
- Capsula di salvataggio (Lifepod), regia di Ron Silver – film TV (1993)
- Le ali degli angeli (Nurses on the Line: The Crash of Flight 7), regia di Larry Shaw – film TV (1993)
- Volo 771: missione Norfolk (The Rescue of Flight 771), regia di Roger Young – film TV (1993)
- Una prova difficile (White Mile), regia di Robert Butler – film TV (1994)
- Verdetto apparente (Mistrial), regia di Heywood Gould – film TV (1996)
- Il diritto di non parlare (The Right to Remain Silent), regia di Hubert C. de la Bouillerie – film TV (1996)
- L'analista del padrino (The Don's Analyst), regia di David Jablin – film TV (1997)
- Bonanno - La storia di un padrino (Bonanno - A Godfather's Story), regia di Michel Poulette – film TV (1999)
- Giovanna d'Arco (Joan of Arc), regia di Christian Duguay – miniserie TV (1999)
- Malcolm – serie TV, episodio 2x15 (2000)
- Tom Goes to the Mayor – serie TV, 1 episodio (2006)
- Queens Supreme – serie TV 13 episodi (2003-2007)
- I Soprano (The Sopranos) – serie TV, 4 episodi (2004)
- I Griffin – serie TV, episodio 5x10 (2006)
- Detective Monk (Monk) – serie TV, episodio 7x04 (2008)
- Men of a Certain Age – serie TV, 1 episodio (2009)
- Hawaii Five-0 – serie TV, episodio 1x07 (2011)

### Doppiatore
- Oliver & Company, regia di George Scribner (1988)
- Grand Theft Auto III – videogioco (2001)
- Scarface: The World Is Yours – videogioco (2006)

## Riconoscimenti
- Premio Oscar
  - 1986 – Candidatura al miglior attore non protagonista per Doppio taglio

## Doppiatori italiani
Nelle versioni in italiano delle opere in cui ha recitato, Robert Loggia è stato doppiato da:
- Bruno Alessandro in Inviati molto speciali, Independence Day, Il genio, I Soprano, I Griffin[13], Detective Monk
- Gianni Marzocchi in Porgi l'altra guancia, Psycho II, Scarface, Gaby - Una storia vera, Charlie's Angels (ep. 4x23)
- Nando Gazzolo in Starsky & Hutch (ep. 4x10), Alfred Hitchcock presenta (1985), Pandora's Clock - La terra è in pericolo
- Sergio Rossi in Charlie's Angels (ep. 1x06), Così è la vita, La ciociara
- Sandro Sardone in Doppio taglio, Return to Me, Malcolm
- Renato Mori in La fortuna bussa alla porta... il problema è farla entrare, Mistrial, Dharma & Greg
- Glauco Onorato in The Believers - I credenti del male, Oltre la vittoria, Bella, bionda... e dice sempre sì
- Cesare Barbetti in Il vendicatore del Texas, La più grande storia mai raccontata
- Sergio Tedesco in Doppio inganno, Hard Time
- Dario Penne in Campioni di guai, Capsula di salvataggio
- Gianni Musy in Bad Girls, Il senso di Smilla per la neve
- Franco Chillemi in Bonanno - La storia di un padrino, Giovanna d'Arco
- Luciano De Ambrosis in Starsky & Hutch (ep. 1x05), Sulle orme della Pantera Rosa
- Gualtiero De Angelis in Lassù qualcuno mi ama
- Gianfranco Bellini in La giungla della settima strada
- Romano Malaspina in Il ladro
- Pietro Biondi in Colombo
- Dante Biagioni in La casa nella prateria
- Renato Cortesi in Ellery Queen
- Vittorio Di Prima in La vendetta della Pantera Rosa
- Pino Locchi in Piedone d'Egitto
- Arturo Dominici in S.O.B.
- Diego Michelotti in Ufficiale e gentiluomo
- Rino Bolognesi in La signora in giallo
- Giuseppe Rinaldi in L'onore dei Prizzi
- Alessandro Rossi in Pazzi da legare
- Alessandro Sperlì in Over the Top
- Osvaldo Ruggieri in Su e giù per i Caraibi
- Sergio Fiorentini in Big
- Walter Maestosi in Mancuso, F.B.I.
- Franco Zucca in I gladiatori della strada
- Pino Colizzi in Amore all'ultimo morso
- Stefano De Sando in Il diritto di non parlare
- Michele Kalamera in Strade perdute
- Elio Zamuto in L'analista del padrino
- Carlo Sabatini in La proposta
- Angelo Nicotra in The Suburbans - Ricordi ad alta fedeltà
- Saverio Moriones in Hawaii Five-0
- Andrea De Manincor in L'apostolo Pietro e l'ultima cena

Da doppiatore è sostituito da:
- Glauco Onorato in Oliver & Company